# Ephydatia facunda
Ephydatia facunda är en svampdjursart som beskrevs av W. Weltner 1895. Ephydatia facunda ingår i släktet Ephydatia och familjen Spongillidae.
Artens utbredningsområde är havet utanför Brasilien. Inga underarter finns listade i Catalogue of Life.